# Sumidero del Danubio

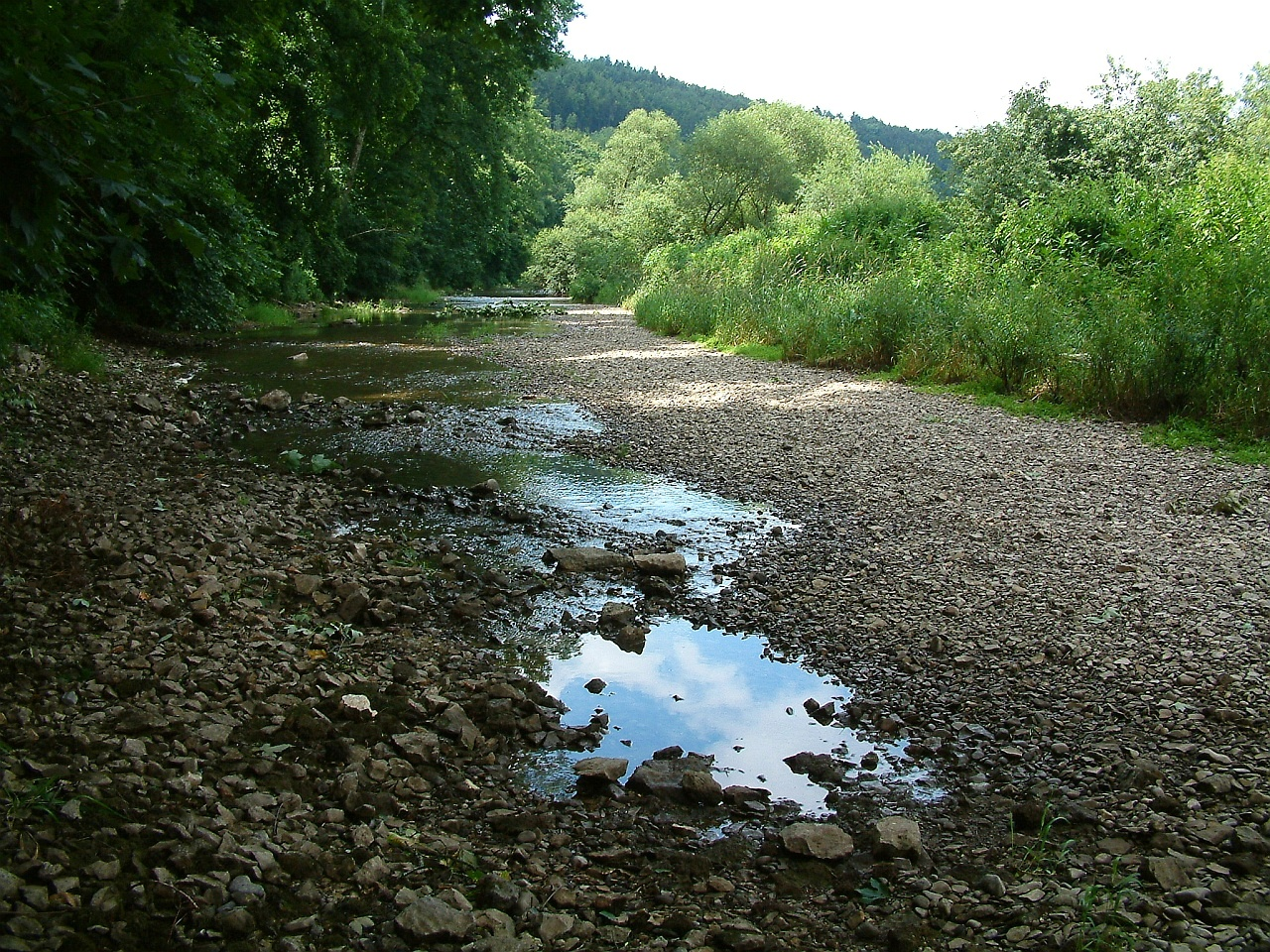
Cerca del puente de ferrocarril en Immendingen.

El sumidero del Danubio (en alemán Donauversickerung o Donauversinkung) es un sistema kárstico en el curso alto del río Danubio en el parque natural del Danubio Superior, cercano a Immendingen, a unos 673 m s. n. m., en el que este río desaparece bajo tierra una media de 155 días al año. Las aguas reaparecen en Aachtopf, a 11,8 km de distancia y unos 180 m de altitud más bajo, y acaban vertiendo al Rin en el lago de Constanza y por tanto formando parte de la vertiente del mar del Norte, en lugar del mar Negro como sucede con las aguas no infiltradas del Danubio.

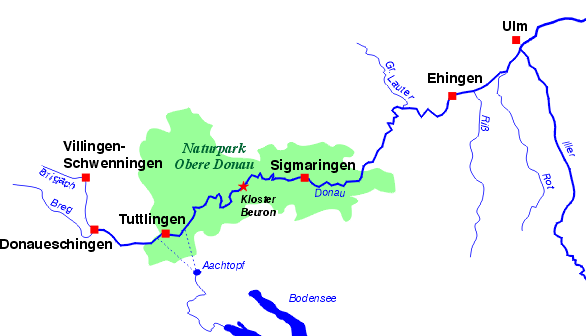
Mapa del curso superior del Danubio con el sumidero.

El fenómeno es el inicio de una nueva captura fluvial similar a la que ocurrió ya durante la glaciación de Würm o Wisconsin en la cabecera del Danubio, que desde entonces vierte en forma de río Wutach al Rin[cita requerida]. En este caso se trata de una captura fluvial kárstica, es decir, la cuenca fluvial inferior, la del Rin, está en proceso de capturar la cuenca superior, el Danubio por medio de un karst subterráneo.

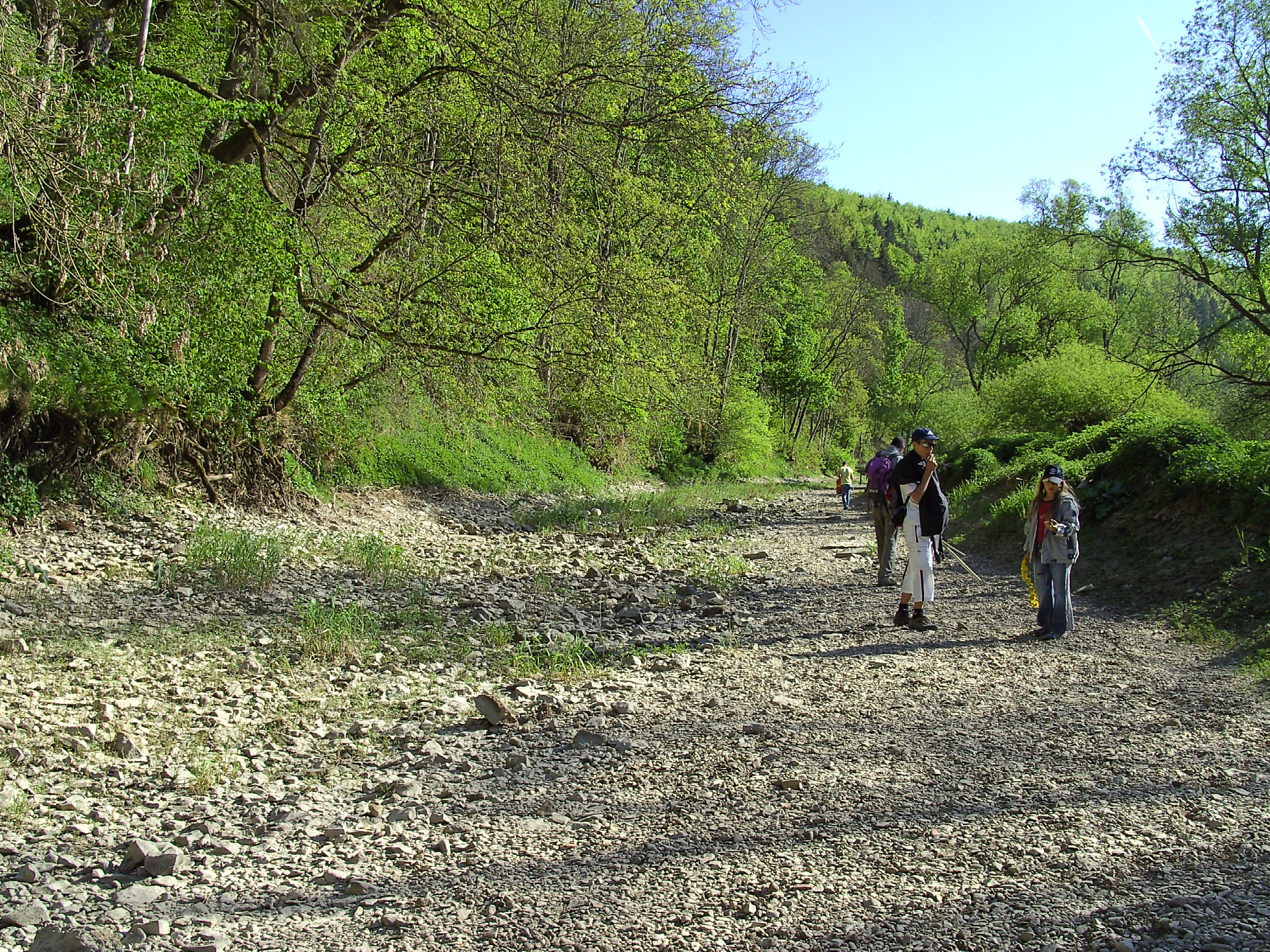
El lecho seco del Danubio.

El fenómeno se produce en el distrito de Tuttlingen, en el estado alemán de Baden-Württemberg.
La primera noticia de una desaparición completa del río bajo tierra es del año 1874. La descarga de agua captada por el sumidero aumentó anualmente hasta alcanzar un máximo de 309 días en 1921 en los que el agua del Danubio desapareció completamente.